# Шкарин, Анатолий Викторович
Анатолий Викторович Шкарин (24 июля 1893 — 23 марта 1917) — российский военный лётчик, подпоручик Российской императорской армии, участник Первой мировой войны. Кавалер ордена Святого Георгия 4-й степени (1917) и Георгиевского оружия (1917).

## Биография
Анатолий Викторович Шкарин родился 24 июля 1893 года в православной семье канцелярского служащего. Окончил Императорское Московское техническое училище. 
25 ноября 1914 года вступил на службу в Российскую императорскую армию на правах вольноопределяющегося, служил в 1-й запасной артиллерийской бригаде. Был прикомандирован к Школе авиации военного времени Императорского Московского общества воздухоплавания с целью обучиться полетам, окончил эту школу в 31 декабря 1915 года. 1 марта 1915 года был произведён в чин младшего фейерверкера. 26 июня 1915 года был произведён в офицерский чин прапорщика и переведён в 1-й запасной телеграфный батальон. 13 апреля 1916 года был назначен на службу в 3-й корпусной авиационный отряд, 24 апреля прибыл в этот отряд. 2 сентября того же года стал военным лётчиком. 6 сентября был переведён 7-й авиационный отряд истребителей.
Анатолий Шкарин разбился 23 марта 1917 года, возвращаясь после патрулирования фронта. Его самолёт упал с высоты около 1 километра близ города Коростятин. Был похоронен в Монастаржиско, а 14 апреля того же года был перезахоронен на Московском городском братском кладбище. 5 мая 1917 года был произведён в чин подпоручика и награждён орденом Святого Георгия 4-й степени.

## Награды
Анатолий Викторович Шкарин был пожалован следующими наградами
- Орден Святого Георгия 4-й степени  (Приказ по армии и флоту от 05 мая 1917)
— «за то, что во время воздушной разведки 17-го июля 1916 г., управляя аппаратом системы „Вуазен“ и, будучи после сильного обстрела неприятельской артиллерией атакован в районе д.Гниловоды германским аппаратом системы „Фоккер“, после упорного боя сбил его»;
- Георгиевское оружие  (Приказ по армии и флоту от 10 апреля 1917)
— «за то, что, состоя в 3-м корпусном авиационном отряде, 16-го июля 1916 г., управляя воздухоплавательным аппаратом и вылетев в направлении стан. Подгайцы, выдержал пулеметный бой с неприятельский аппаратом, повредившим наш аппарат (были перебиты три троса, поддерживающие крылья), и не взирая на это, проник с опасностью для жизни в район расположения противника, произвел разведку, доставил своевременно сведения особой важности (фотографии укреплений противника) и тем способствовал удачным действиям 2-го армейского корпуса»;
- Орден Святой Анны 4-й степени с надписью «За храбрость» (Приказ по 7-й армии № 815 от 15 июля 1916);
- Орден Святого Станислава 3-й степени с мечами и бантом (Приказом по 7-й армии № 1290 от 27 сентября 1916).